# 苗栗縣私立君毅高級中學
苗栗縣私立君毅高級中學，簡稱君毅高中，由黃造雄、周致遠等人為紀念張君毅而於1929年創設於上海。中華民國政府遷臺後，黃造雄於1959年在苗栗縣竹南鎮復校，目前為一所私立完全中學。

## 校史
1928年7月4日，周致遠、陳希豪、吳開先、陳德徵、施公猛等在張君毅去世一周年之際，發起創辦「上海君毅學院」，1929年正式成立「上海市私立君毅中學」。1959年在黃造雄的主持下於臺灣苗栗縣竹南鎮復校，初設初中部，1963年增辦高中部，1967年核設高職部，1968年停辦初中，1972年重新申請國中部兩班。

## 歷任校長
| 任別 | 任期             | 姓名   |
| ---- | ---------------- | ------ |
| 1    | 1959年 － 1972年 | 黃造雄 |
| 2    | 1972年 － 1973年 | 李茂樑 |
| 3    | 1973年 － 2013年 | 林金榜 |
| 4    | 2013年 － 2025年 | 林慶旺 |
| 5    | 2025年 － 現任   | 林玉騏 |

## 相關
- 在臺復校之中學

## 姊妹校
- 日本德島縣：德島縣立池田高等學校（日语：徳島県立池田高等学校）

## 外部連結
- 君毅高級中學全球資訊網 （页面存档备份，存于）
- 苗栗縣私立君毅高級中學的Facebook專頁